# Далеке (Лозівський район)
Дале́ке — село в Україні, у Близнюківській селищній громаді Лозівського району Харківської області. Населення становить 182 осіб. До 2020 орган місцевого самоврядування — Вишнева сільська рада.

## Географія
Село Далеке найпівденніший населений пункт Харківської області. Знаходиться в місці злиття балок Журавки і Корсиковської за 7 км від села Вишневе.
- Взимку та навесні 1942 року в районі села Далеке відбувались запеклі бої радянсько-більшовицьких загарбників з німецько-нацистськими загарбниками. У цих боях брали участь воїни 66-го і 68-го кавалерійських полків. Остаточно село було захоплене у вересні 1943 року. В братській могилі, що в центрі села поховані 23 односельчани.

## Постаті
- Синельник Федір Станіславович — старший солдат Збройних сил України, учасник російсько-української війни 2014—2015 років.

## Історія
- 1928 — дата заснування.
- 12 червня 2020 року, відповідно до Розпорядження Кабінету Міністрів України № 725-р «Про визначення адміністративних центрів та затвердження територій територіальних громад Харківської області», увійшло до складу Близнюківської селищної громади.[1]
- 19 липня 2020 року, в результаті адміністративно-територіальної реформи та ліквідації Близнюківського району, увійшло до складу Лозівського району Харківської області.[2]

## Економіка
- В селі є молочно-товарна ферма.

## Культура
- Школа.
- Клуб.